# Estación San Marcos (Chile)
San Marcos fue una estación ferroviaria correspondiente al Longitudinal Norte ubicada en la comuna de Combarbalá, en la Región de Coquimbo, Chile. Actualmente la estación no presta servicios.

## Historia
La estación San Marcos fue parte de la construcción inicial de segmentos del Longitudinal Norte, en particular, San Marcos unió a la estación Paloma a través de un ferrocarril que inició sus obras en 1889 y las terminó en 1896. Sin embargo, la extensión completa fue inaugurada en 1911, debido a que este segmento del ferrocarril fue entregado al estado chileno inconcluso.
Posteriormente, y siguiendo con la tónica de unir el norte con el centro-sur de Chile por medio del tren, se construye una extensión ferroviaria entre la estación Illapel y esta estación construida desde norte a sur que inició sus obras en 1910 y fue entregada e inaugurada en 1913.
Para 1967 la estación sigue operativa, siendo suprimida mediante decreto del 28 de julio de 1978.
Solo quedan los cimientos del edificio de la estación y de otros edificios anexos; aun se encuentra la torre de agua; la bodega fue vendida y trasladada a Illapel. La estación contaba con 2 desvíos locales y una vía principal.